# Microdytes
Microdytes är ett släkte av skalbaggar. Microdytes ingår i familjen dykare.

## Dottertaxa tillMicrodytes, i alfabetisk ordning[1]
- Microdytes akitai
- Microdytes balkei
- Microdytes belli
- Microdytes bistroemi
- Microdytes boukali
- Microdytes cameroni
- Microdytes championi
- Microdytes dimorphus
- Microdytes elgae
- Microdytes franzi
- Microdytes gabrielae
- Microdytes hainanensis
- Microdytes hendrichi
- Microdytes holzmanni
- Microdytes jaechi
- Microdytes lotteae
- Microdytes maculatus
- Microdytes mariannae
- Microdytes mazzoldii
- Microdytes menopausis
- Microdytes nilssoni
- Microdytes pasiricus
- Microdytes sabitae
- Microdytes sarawakensis
- Microdytes satoi
- Microdytes schoedli
- Microdytes schoenmanni
- Microdytes schuhi
- Microdytes schwendingeri
- Microdytes shepardi
- Microdytes shunichii
- Microdytes sinensis
- Microdytes svensoni
- Microdytes tomokunii
- Microdytes trontelji
- Microdytes uenoi
- Microdytes wewalkai
- Microdytes whitingi
- Microdytes zetteli